# Карл Буреш
Карл Буреш (Грос-Ензерсдорф, 12. октобар 1878 — Беч, 16. септембар 1936) је био аустријски адвокат, политичар Хришћанско социјалне партије и канцелар Аустрије током Прве аустријске републике.

## Биографија

### Почетак политичке каријере
Морао је сам да финансира своје студије због ране смрти свог оца који је био бизнисмен. Почео је да ради као адвокат у свом родном граду, а 1909. је изабран за члана Хришћанско социјалне партије у окружном савету града. Био је и градоначелник Грос- Ензерсдорфа од 1916 — 1919. 1919. је био изабран у конструисању државног већа Аустрије (доњег дома у парламенту Аустрије), а од 1919. до 1934. био је њен представник.
У лето 1922. Буреш је постао гувернер Доње Аустрије након оставке Јохана Мајера. Био је на овој функцији све док није именован за савезног канцелара 20. јуна 1931. Када је дао оставку на место канцелара Аустрије у мају 1932, поново је постао гувернер Доње Аустрије и на том положају је био још годину дана. Као гувернер покрајине Буреш је одлучно и са много успеха представљао финансијске интересе своје покрајине. Док је био шеф Доње Аустрије Буреш је сарађивао са социјалдемократама све до диктатуре Енгелберта Долфуса 1934. године. Сарадња Буреша са својим замеником, социјалдемократом Оскаром Хелмером, била је готово срдачна. Међутим, у периоду од 1929. до 1930. политички је постао наклоњен Хеимверу. Почео је и кампању за поново увођење смртне казне, али није успео у томе због противљења опозиције.

### Канцелар Аустрије и министар
Усред велике економске кризе која је захватила свет и после пропасти највеће аустријске банке Creditanstalt, Карл Буреш је био постављен за канцелара Аустрије, после неуспелих покушаја његовог претходника Ото Ендера да одржи владу и Игнаца Зајпела да створи владу. Његова влада је имала улогу прелазног кабинета. Главни проблеми с којима се Бурешова влада суочила је била криза која је настала после пропасти Creditanstalt-а, проблеми платног биланса и тежак положај Аустријске савезне железнице. Као једно од решења за ове проблеме Буреш је дао отказ 25-орици директора Creditanstalt-а отказ од 28 колико их је укупно било, јер их већина није пристала на смањење плате, чак ни у тим кризним тренуцима. Уз ово, такође се јавио и проблем који је имао у Хеимверу због којег је јачала агитација национал-социјалиста. Оставка Буреша се десила почетком маја 1932. у тренутку када су се одржавали избори у аустријским покрајинама Бечу, Доњој Аустрији и Салцбургу.
После 11 месеци на пололжају канцелара Аустрије Буреш се вратио на место гувернера Доње Аустрије. Своју политику је више почео да усмерава у правцу национал-социјализма, а не према социјал-демократији. У влади Енгелберта Долфуса и Курт фон Шушнига је био министар финансија, касније и министар без портфеља. Буреш је на тој позицији имао неколико политичко-финансијских успеха. Међутим, стабилност валуте коју је успео да одржи је резултовала високом незапосленошћу.

### Финансијски скандали и смрт
Бурешова последња функција је била на месту гувернера аустријске поштанске штедионице (од јануара 1936). Током живота Бурешово име се доста често спомињало у разним финансијским скандалима. Неки од њих су били скандал са Сигмундом Боселом из 1933, којем је Буреш опростио дуг од 100 милиона шилинга што је довело до велике кризе владе, као и скандал Феникс из 1936. за који кажу да је највећи скандал осигурања у историји Аустрије. Све до своје смрти био је у сенци ових догађаја. Његова изненадна смрт је повезивана са депресијом која се створила због ових скандала. Верује се да је узрок његове смрти предозирање од антидепресива.